# Филипе Гомес
Филипе Мигел Ескудеиро Гомес (енгл. Filipe Miguel Escudeiro Gomes; Блантајер, 7. април 1997) малавијски је пливач чија ужа специјалност су трке прсним стилом. Живи у Португалији где плива за екипу Assoc. Desportiva "Bairro dos Anjos".

## Спортска каријера
Први наступ на великим светским такмичењима је имао на светском првенству у Будимпешти 2017, где је пливао у квалификационим тркама на 100 прсно (64) и 200 прсно (39. место). Потом је наступао и на светском првенству у малим базенима у Хангџоуу 2018. (57. и 43. место на 100 и 200 прсно).
Други наступ на светским првенствима у великим базенима је имао у корејском Квангџуу 2019. где је пливао у квалификационим тркама на 50 слободно (76. место) и 100 прсно (77. место). 
Био је део малавијске репрезентације на Афричким играма у Рабату 2019. године.